# Libero (film)
Pour les articles homonymes, voir Libero.
Pour plus de détails, voir Fiche technique et Distribution.
Libero (Anche libero va bene) est un film italien de Kim Rossi Stuart, sorti en 2006. Il a fait partie de la sélection officielle du festival de Cannes 2006 à la Quinzaine des réalisateurs et a été récompensé par le Prix "Art et Essai". Le film a été produit par Palomar et Rai Cinema.

## Synopsis
La femme de Renato a quitté son mari en lui laissant leurs deux enfants, Tommi, onze ans, et sa sœur Viola. Cette famille bancale tente de garder sa cohésion grâce à l'amour. Rossi Stuart dans le rôle du père va alors jouer le papa poule pour aider ses enfants. Il place tout son avenir dans son fils dont il veut qu'il fasse de la piscine sa passion. Tommi, l'enfant lui subira les disputes conjugales de la mère et du père sans relâche dans un film touchant et émouvant. 

## Fiche technique
- Titre : Libero
- Titre original : Anche libero va bene
- Réalisation : Kim Rossi Stuart
- Scénario : Kim Rossi Stuart, Linda Ferri, Francesco Giammusso, Federico Starnone
- Photo : Stefano Falivene
- Montage : Marco Spoletini
- Musique : Banda Osiris
- Producteur : Carlo Degli Esposti, Andrea Costantini
- Format : Dolby SRD - 1.85 : 1 – 35 mm
- Pays d'origine : Italie
- Durée : 108 minutes
- Date de sortie : 2006

## Distribution
- Kim Rossi Stuart : Renato Benetti
- Alessandro Morace : Tommaso 'Tommi' Benetti
- Marta Nobili : Viola Benetti
- Barbora Bobulova : Stefania Benetti
- Alberto Mangiante : le réalisateur
- Anna Ferruzzo : Secr. Barzelli

## Récompenses
- Festival de Cannes 2006 : prix "Art et Essai" à la Quinzaine des réalisateurs
- Festival du film de Flaiano 2006 : prix du meilleur réalisateur et du meilleur acteur pour Alessandro Morace